# Rhaphiptera roppai
Rhaphiptera roppai är en skalbaggsart som beskrevs av Lúcia Maria de Campos Fragoso och Monné 1984. Rhaphiptera roppai ingår i släktet Rhaphiptera och familjen långhorningar. Inga underarter finns listade i Catalogue of Life.